# یواس‌اس نیدل (اس‌پی-۶۴۹)
یواس‌اس نیدل (اس‌پی-۶۴۹) (به انگلیسی: USS Needle (SP-649)) یک کشتی بود که طول آن ۷۱ فوت (۲۲ متر) بود. این کشتی در سال ۱۹۰۶ ساخته شد.